# بيادر وادي السير
بيادر وادي السير منطقة أردنية تتبع مدينة عمان، وهي تتبع لواء وادي السير في محافظة العاصمة. تقع في الجزء الغربي من العاصمة، إلى الجنوب الغربي من صويلح. كانت من ضمن وادي السير التي كانت مستقلة قبل أن تصبح جزء من عمان.وهي من الأحياء القديمة في الأردن التي كانت مأهولة بالسكان

## الموقع
تقع في الجزء الغربي من عمان؛ تنحصر حدودها الإدارية بين منطقة تلاع العلي وأم السماق وصويلح (شمالاً) وغور الكفرين (جنوباً) ومنطقة زهران (شرقاً) ومنطقة بدر الجديدة (غرباً).
ويوجد في المنطقة أكثر من حي من أهمهم:
- حي الصناعة
- حي الرونق
- حي الكرسي
- حي الروابي
- حي الجندويل
- حي النادي الأهلي

## الطقس
تتميز البيادر ببرودة الجو شتاءً مقارنة مع باقي مناطق عمان وتتساقط فيها الثلوج أحياناً في فصل الشتاء، وباعتدال الحرارة صيفاً.
يتراوح ارتفاع البيادر ما بين 900م إلى 1000م عن سطح البحر.

## معالم

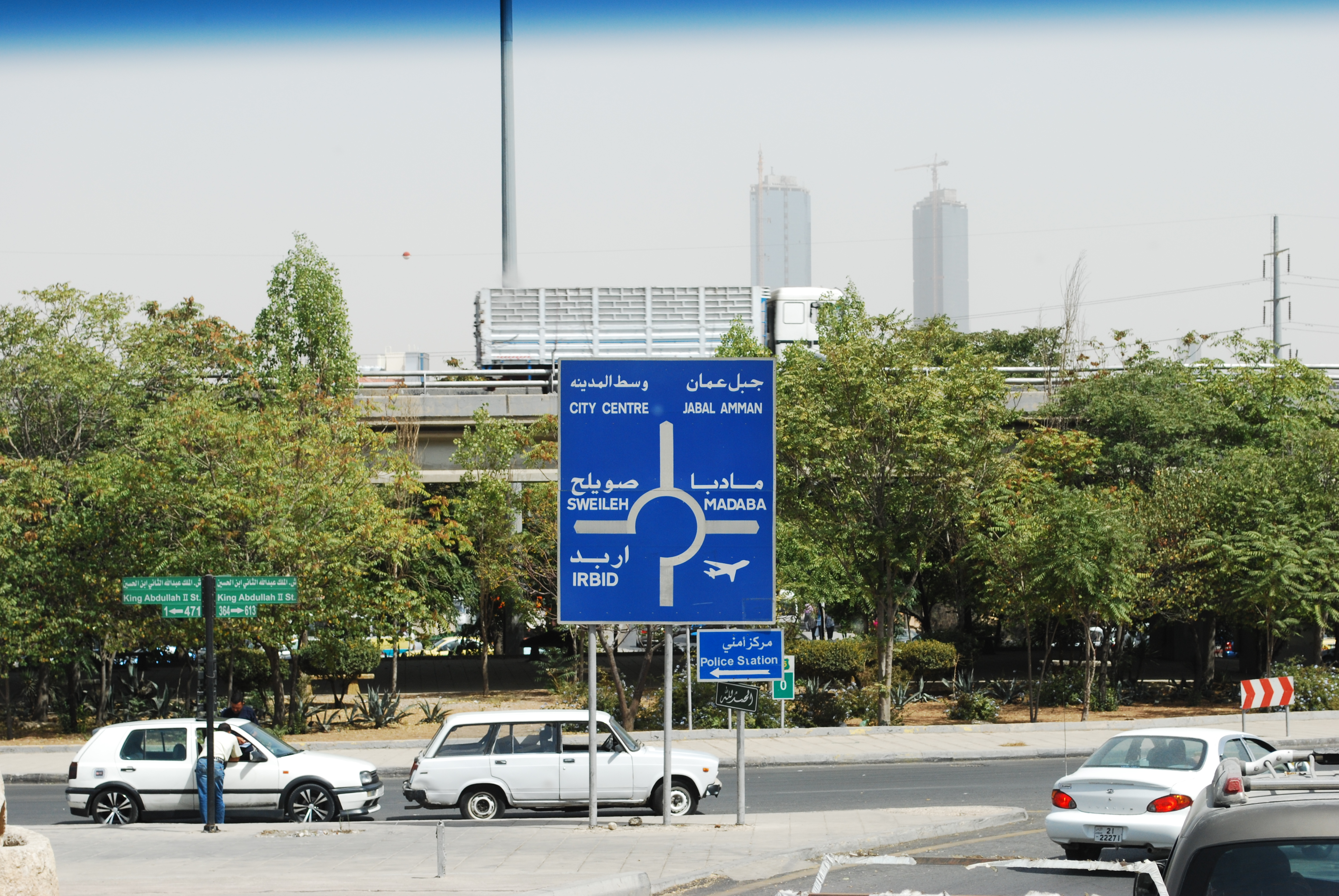
الدوار الثامن قديماً

يوجد في البيادر السوق الشعبي، ويوجد فيها الدوار الثامن الواقع على الخط الدولي، ويوجد بجانب الدوار الثامن عدة شركات عالمية مثل شركة زين، ويوجد شارع الصناعة الذي يوجد فيه ما يزيد عن مئتي كراج لإصلاح السيارات، ويوجد منطقة عسكرية في حي الكرسي، ويسكن في حي الروابي الجنرالات والباشوات الكبيرة مثل رئيس هيئة الأركان السابق محمد الملكاوي، ويوجد في حي الرونق مدرسة أم حبيبة وهي من أقدم المدارس في المنطقة. ويوجد في حي النادي الأهلي جنوب البيادر النادي الأهلي ومبنى الجمعية الخيرية الشركسية

## معرض صور

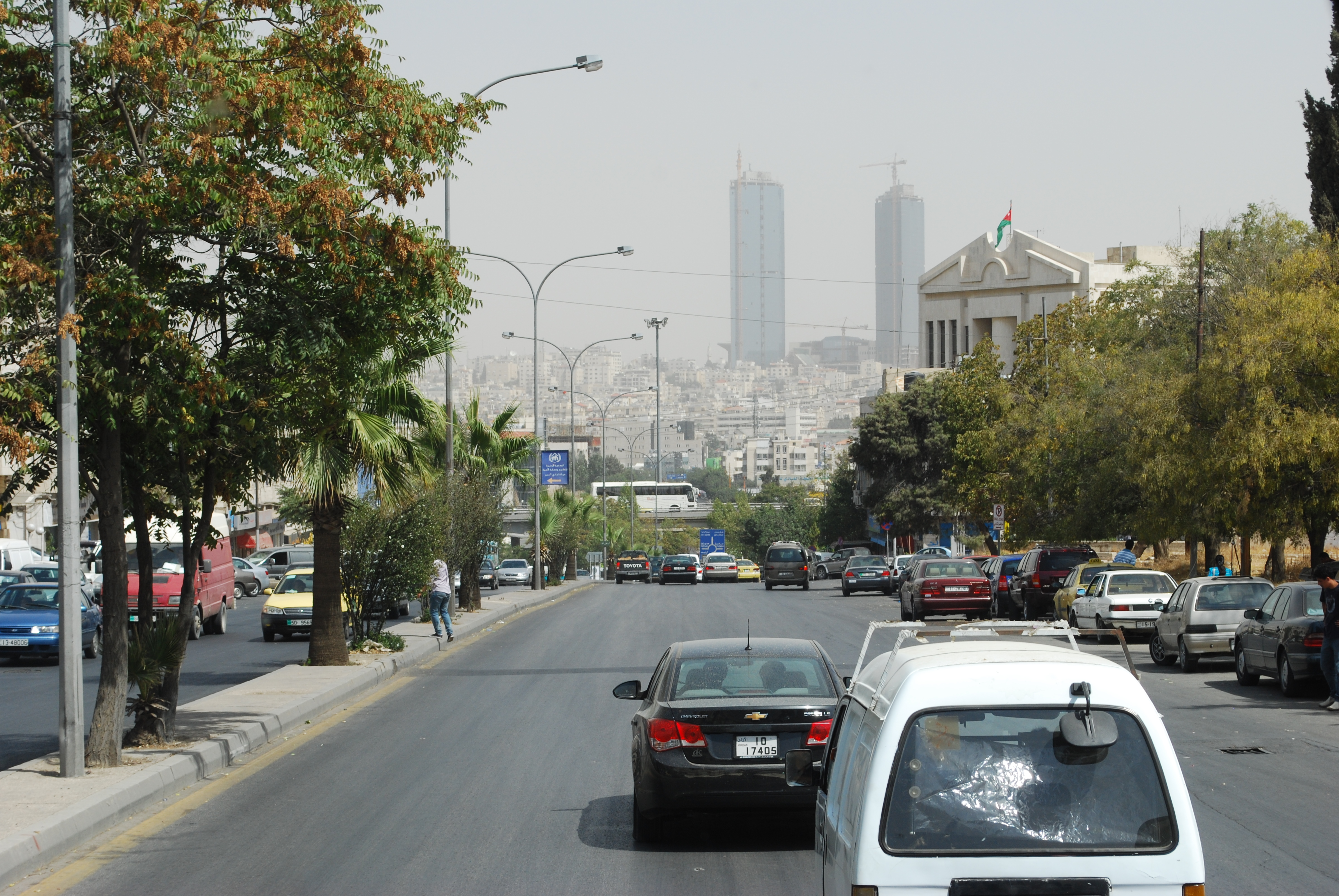
أبراج السادس من شارع البيادر الرئيسي
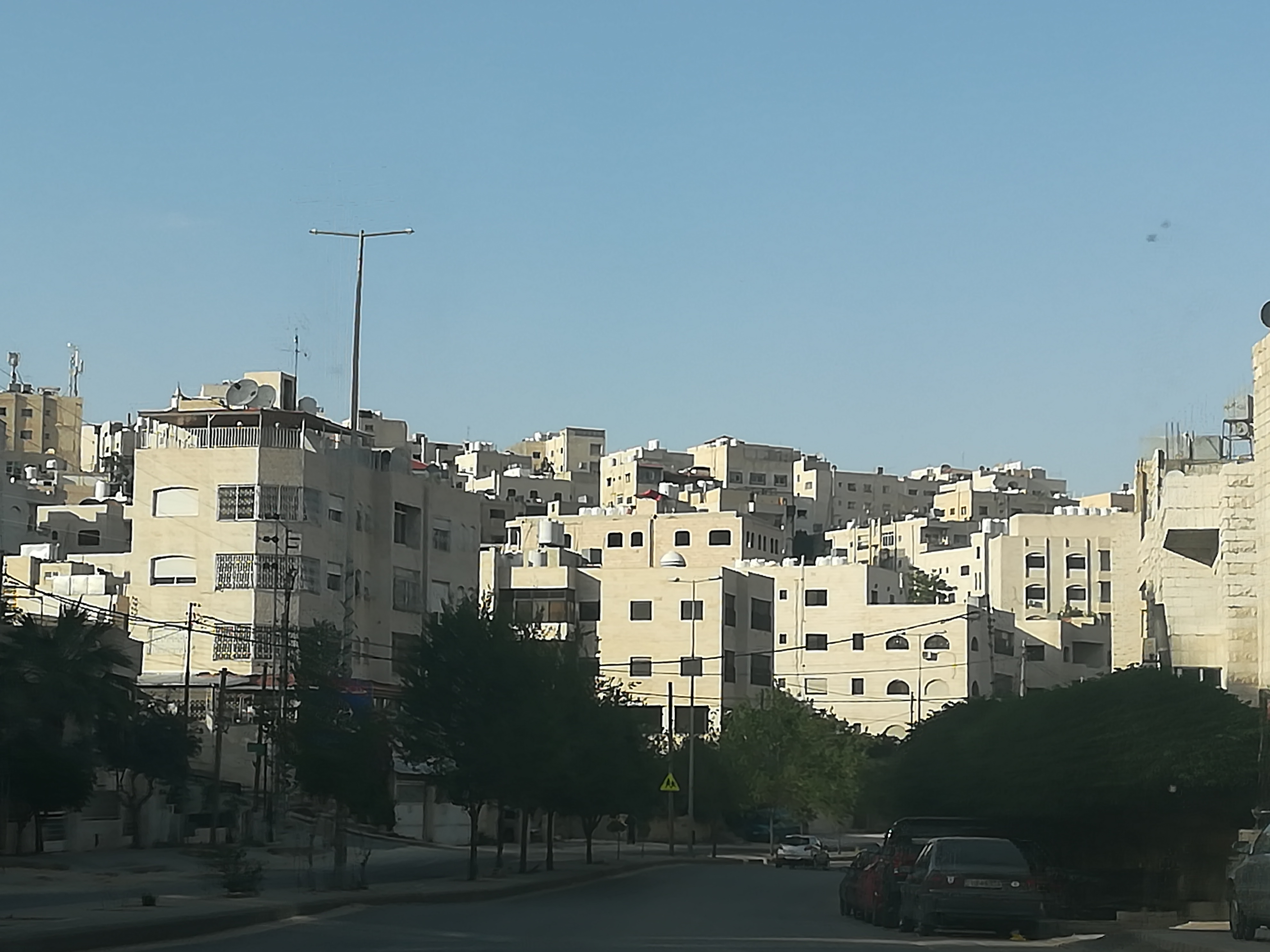
منازل منطقة الدربيات
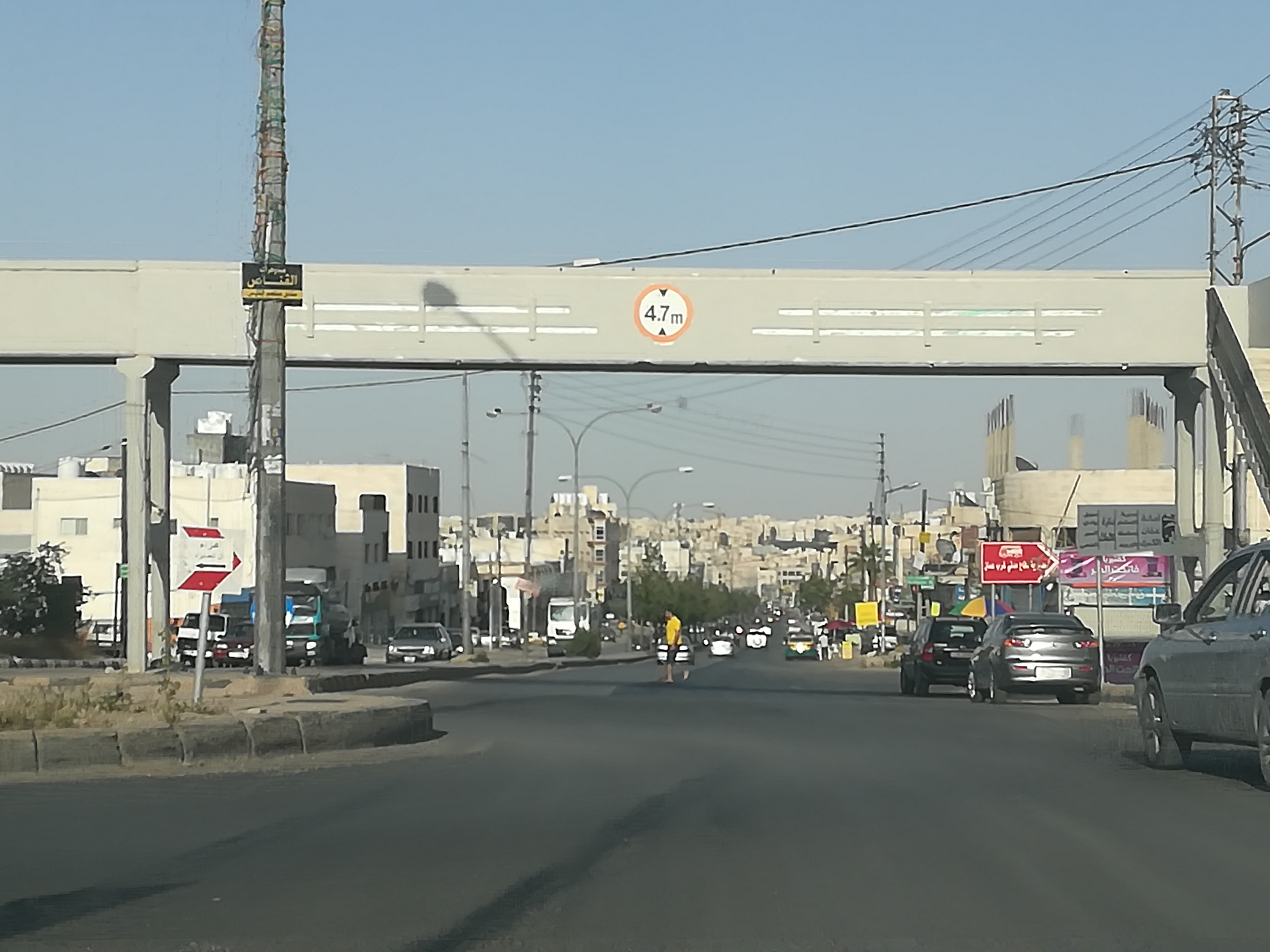
دوار الصناعة
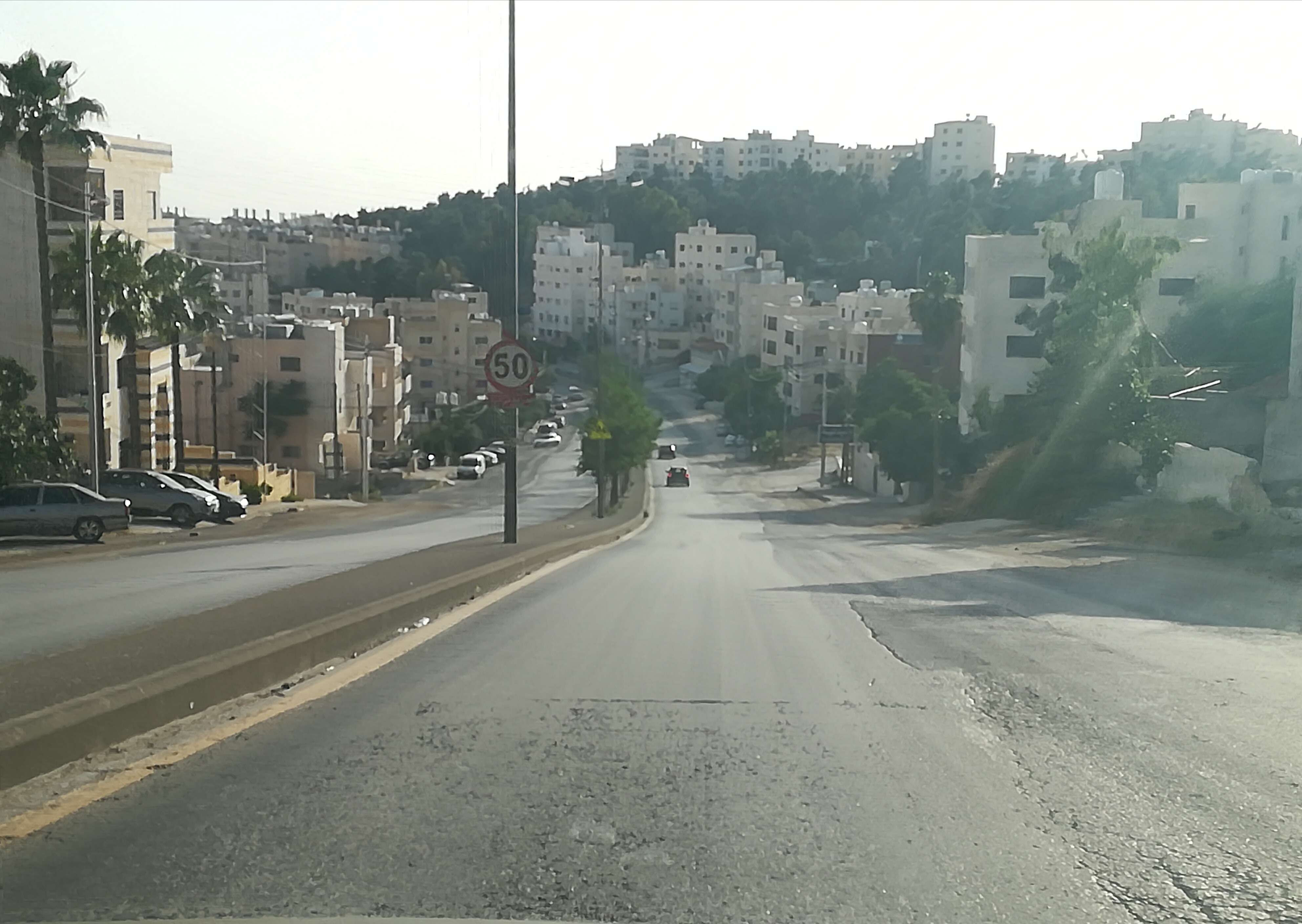
نزول منطقة أبو السوس
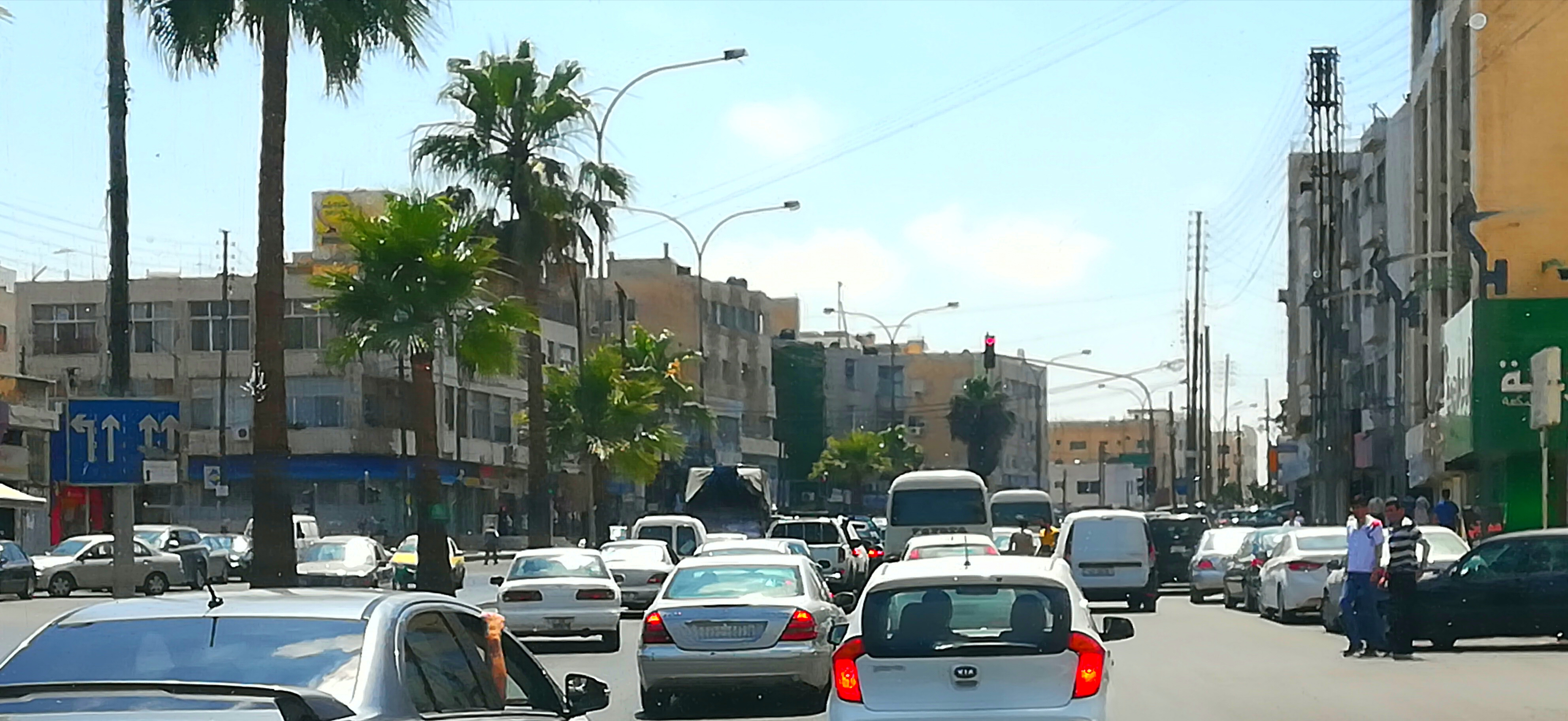
إشارة عطا علي
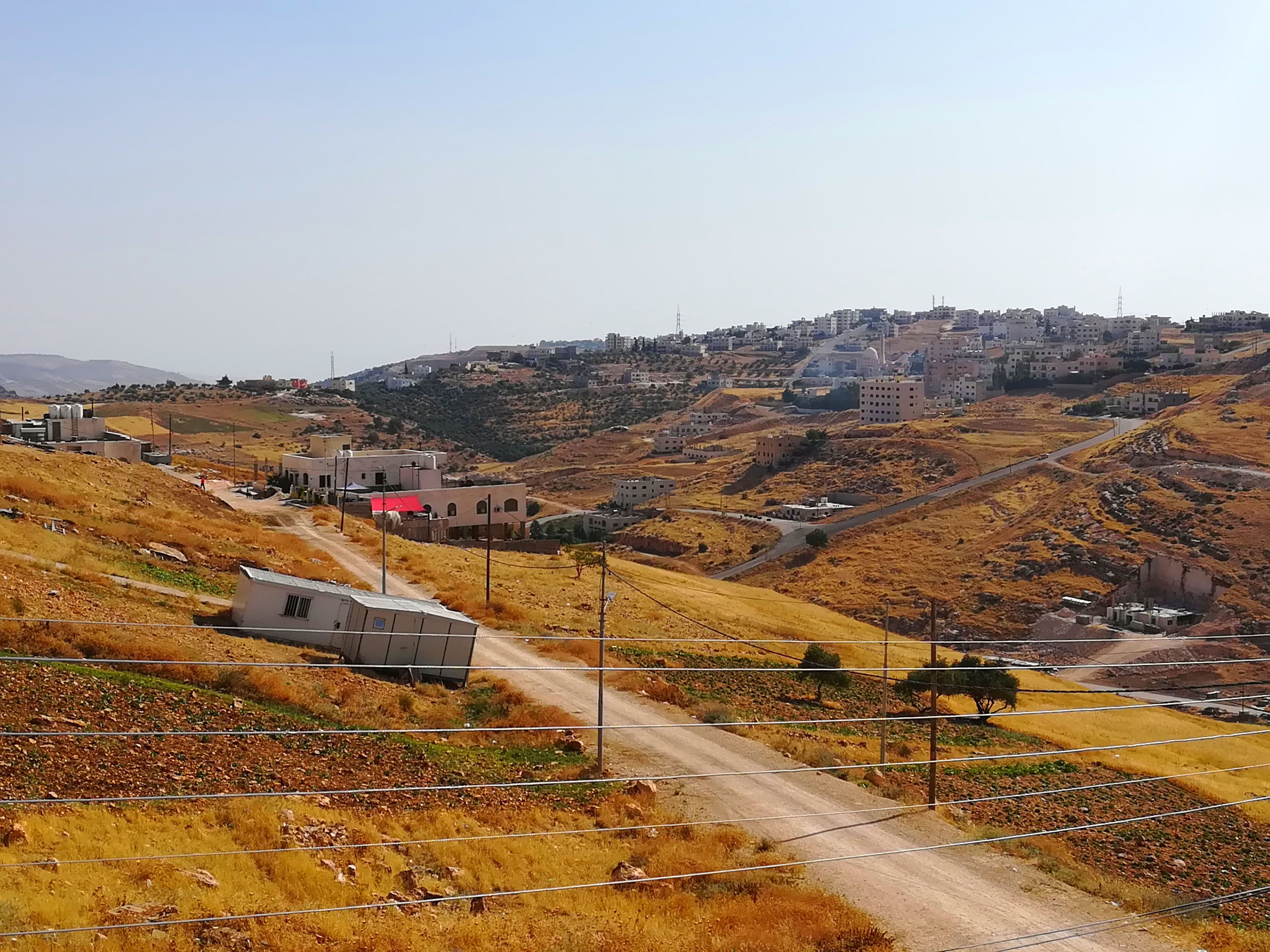
الربيع في منطقة خربة سارة
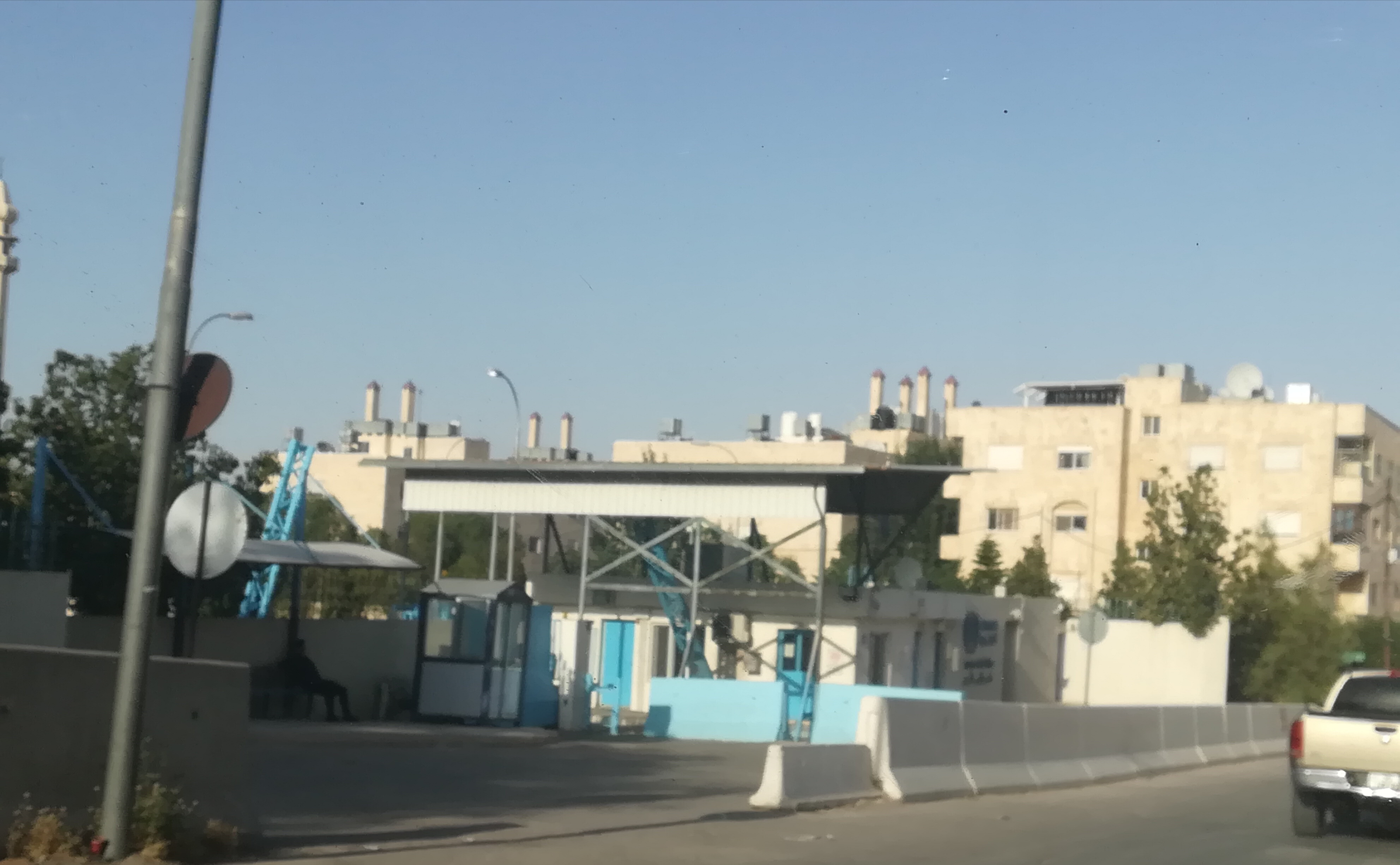
وكالة الأنروا